# 大空あかね
大空 あかね（おおぞら あかね、1986年7月15日 - ）は、日本の元AV女優。
ティーパワーズ所属。趣味・勉強、特技・歌。

## 略歴
- 2006年2月、『ウブらぶFUCK』でh.m.pよりAVデビュー。
- 2007年7月、『大空あかね セル初デビュー』でワンズファクトリーよりセルデビュー。
- 2010年頃より風俗での勤務を始める。
- 現在シングルマザーとして子供を育てながら風俗での勤務を続けている。

## 作品

### アダルトビデオ
2006年
- ウブらぶFUCK （2月21日、h.m.p）
- 妹萌えブルセラ課外授業 （3月21日、h.m.p）
- 萌えメイドのご奉仕ペロペロ （4月21日、h.m.p）
- 萌えナースむしゃぶりクリニック （5月21日、h.m.p）
- 放課後ザーメンぶっかけ教室 （6月21日、h.m.p）
- 痴漢バス女子校生 大空あかね （7月21日、TMA）
- EROハプニングデート （11月24日、笠倉出版社）
- 女子校生監禁レイプ （12月29日、笠倉出版社）

2007年
- プリティーワイフ 大空あかね （1月1日、セクシア（トライハートコーポレーション））
- あなたに逢いたい 大空あかね （2月1日、セクシア）
- タマにはしゃぶりたい 大空あかね （3月1日、セクシア）
- コールガール痴女 大空あかね （4月1日、セクシア）
- ワイセツデジモ 女教師の秘蜜 大空あかね （5月1日、セクシア）
- ワイセツデジモ 酷夢 大空あかね （6月1日、セクシア）
- 大空あかね セル初デビュー （7月1日、ワンズファクトリー）
- 社長秘書は痴女 （8月1日、ワンズファクトリー）
- NG解禁!!初アナル 生ハメ中出しアナルFUCK （9月1日、ワンズファクトリー）
- 監禁極悪レイプ 肉体労働者に犯されたキャリアウーマン （10月1日、ワンズファクトリー）
- 女教師監禁レイプ （11月30日、笠倉出版社）
- WORKING GIRL ワーキング☆コス （12月21日、笠倉出版社）

2008年
- お願い女子校生 あかね （4月19日、キッチュ）
- 東京FUNKYギャル （4月25日、ピエロ）
- 癒らし。 vol.47 （5月16日、アウダースジャパン）
- 生中出し女子校生 あかね （5月19日、キッチュ）
- 美少女がマニア男に悪戯されるバイト 1 あかね （5月19日、ゴーヤ）
- 文化系部活少女 ブラスバンド部 あかね （5月24日、ラマ）
- 純愛レズビアン 8 結城リナ 大空あかね （6月27日、ピエロ）